# Teudjoi
Ankironònpolis (Ankyrononpolis) en l'època grecoromana, Tuedjoi en època faraònica, fou una antiga ciutat d'Egipte a la riba oriental del Nil, al lloc de la moderna Al-Hiba, prop d'Al-Fasn (a uns 5 km) i de Beni Suef (uns 30 km). Al-Hiba és una ciutat d'Egipte a la riba oriental del Nil, a uns 5 km d'Al-Fashn i a uns 32 al sud de Beni Suef. Fou una fortalesa de frontera de la regió tebana documentada a l'Imperi Nou (dinasties XX a XII) quan va agafar certa importància. A un turó proper es conserva una muralla de la dinastia XXI i dins la muralla, entre palmeres, les restes d'un temple d'Amon (dedicat a Amon dels grans rugits, que mesura 36 x 18 metres) construït pel faraó Sheshonq I (de la dinastia XXII). Fou algun temps capital del nomós XVIII de l'Alt Egipte. Sota els romans fou un lloc militar d'importància. La necròpolis de la ciutat és de força importància i allí es van trobar importants papirs.
Es conserven les seves muralles i les restes d'un temple d'Amon construït per Sheshonq I de la dinastia XX; a les muralles apareixen gravats els noms de Pinudjem i Menkeperre, grans sacerdots d'Amon-Ra a Tebes durant la dinastia XXI. També s'ha trobat una necròpoli prou gran, en les tombes de la qual es van rescatar nombrosos papirs i sarcòfags. Fou una fortalesa de frontera per Tebes durant la dinastia XX i fins a la XX. Sota els làgides va adoptar el seu nom grec d'Ankyrononpolis. Fou excavada abans del 1906 per B. Grenfell i A. Hunt, per compte de la Egypt Exploration Fund, que va publicar les troballes de molts papirs grecs i demòtics el 1906. Modernament l'americà Robert Wenke va testejar l'excavació el 1980. Es van trobar nombroses rajoles amb els noms de Pinudjem I Menkeperre, que eren grans sacerdots d'Amon a Tebes al començament de la dinastia XXI. El temple d'Amon havia quedat tallat per la carretera; un fragment presenta al rei Sheshonq fent ofrenes.